# Jørn Utzon

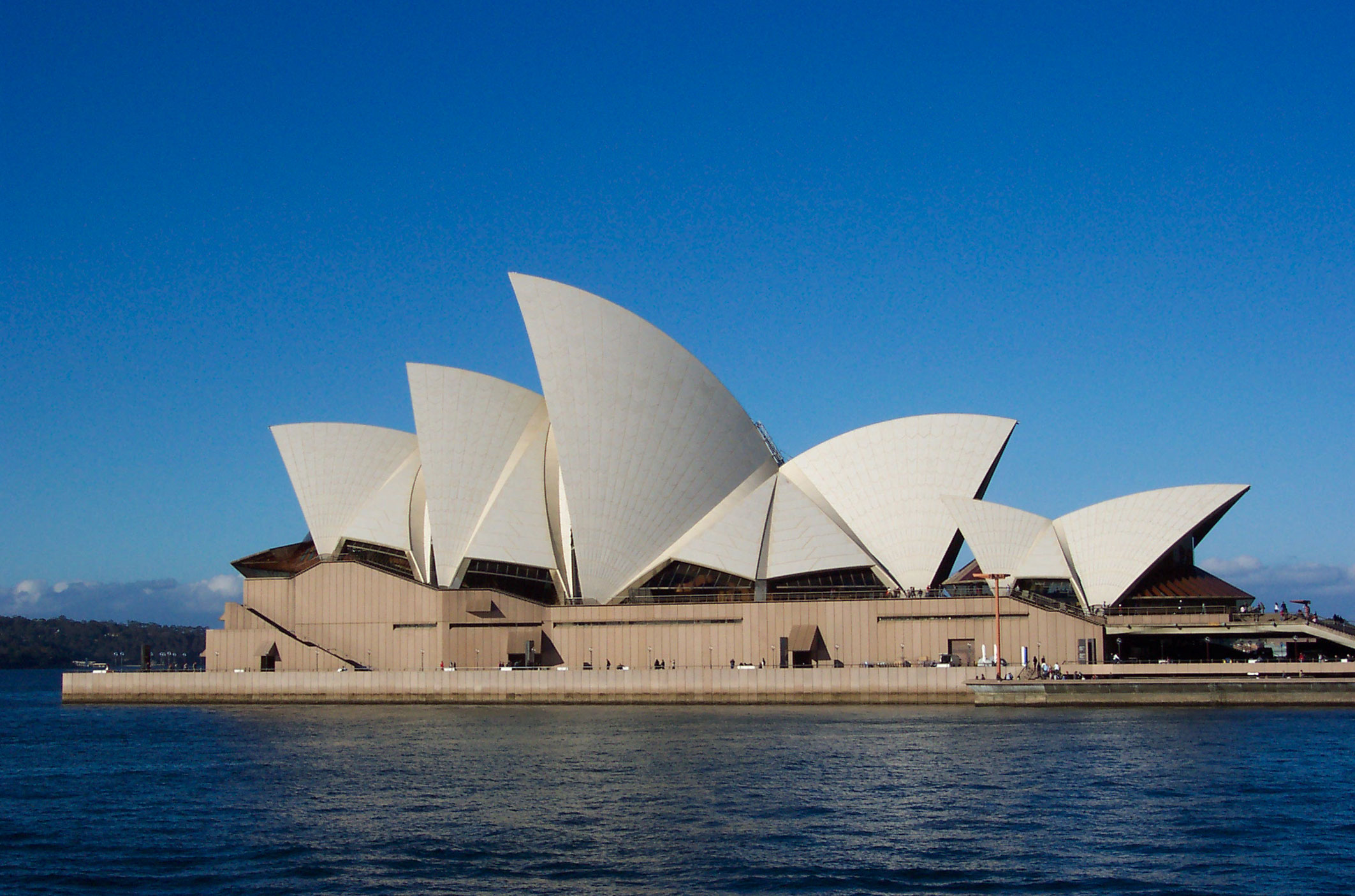
Edificio de la Ópera, Sídney.

Jørn Utzon (Copenhague, 9 de abril de 1918-Copenhague, 29 de noviembre de 2008) fue un arquitecto danés, conocido principalmente por haber realizado el proyecto de la Ópera de Sídney, y por ser el ganador del Premio Pritzker en 2003.
Nació como hijo de un ingeniero naval. Realizó sus estudios en la Academia Real de Bellas Artes de Dinamarca. Pasó los años de la Segunda Guerra Mundial estudiando con Erik Gunnar Asplund. Después realizó viajes extensos por Europa, los Estados Unidos y México. A su regreso se estableció como arquitecto en Copenhague. Falleció en 2008 debido a un paro cardíaco.

## Primeros años y carrera
Utzon nació en Copenhague, hijo de un ingeniero naval, y creció en Aalborg, Dinamarca, donde se interesó por los barcos y una posible carrera naval. Como resultado de los intereses de su familia en el arte, desde 1937 acudió a la Academia Real de Bellas Artes de Dinamarca, donde estudió bajo las enseñanzas de Kay Fisker y Steen Eller Rasmussen. A partir de su graduación en 1942, se unió al estudio de Erik Gunnar Asplund en Estocolmo donde trabajó con Arne Jacobsen y Poul Henningsen. Fue entonces cuando se interesó por el trabajo del arquitecto estadounidense Frank Lloyd Wright. Tras el final de la Segunda Guerra Mundial y de la ocupación alemana de Dinamarca, regresó a Copenhague
En 1946 visitó a Alvar Aalto en Helsinki. Entre 1947-1948 viajó por Europa, en 1948 fue a Marruecos donde admiró los altas construcciones de adobe. En 1949 viajó a los Estados Unidos y México, donde las pirámides le sirvieron de inspiración. Fascinado por la manera en la que los mayas construían hacia el cielo para estar más cerca de su dios, comentó que el tiempo que pasó en México fue "una de las mejores experiencias arquitectónicas en mi vida". En EE. UU., visitó la casa de Frank Lloyd Wright, Taliesin West, en el Desierto de Arizona y conoció a Charles y Ray Eames.

## Ópera de Sídney
En 1957 Utzon ganó un concurso internacional para construir un nuevo edificio para la ópera en Sídney, Australia. Su proyecto resultó un desafío, tanto desde el punto de vista de diseño como desde el punto de vista técnico. Utzon tardó varios años en desarrollar los métodos para construir las grandes bóvedas autoportantes del edificio. Estas bóvedas, altas y con vértices, recuerdan las velas de los barcos y constituyen símbolos, teniendo en cuenta que el edificio está situado junto al agua, en la entrada del puerto de Sídney.
A la hora de presentar su propuesta a la par que otros 233 diseños de arquitectos de 32 países, lo notorio fue que Utzon envió solamente un dibujo de la obra. Esto fue algo fuera de lo que el concurso establecía, ya que debían mandarse con el diseño medidas exactas para que, en caso de ganar, inmediatamente empezar con la obra. Por la belleza y extraordinaria forma la obra de Utzon ganó el concurso. Uno de los jueces Eero Saarinen, lo describió como un genio y fue uno de los máximos defensores de esta elección. La construcción tuvo muchos problemas de tipo estructural, ya que del punto de vista arquitectónico el edificio es sumamente bello, pero desde el de la ingeniería planteó desafíos inéditos. 
Utzon también tenía planes para el diseño de los espacios interiores situados bajo las bóvedas. No obstante, hubo un cambio de gobierno en el estado de Nueva Gales del Sury los pagos destinados al proyecto fueron paralizados. Utzon tuvo que abandonar el país en 1966, dejando su obra inacabada. Utzon nunca volvió a Australia. El edificio de la Ópera fue terminado finalmente en 1973 siendo este proyecto continuado por su hijo también arquitecto, y es uno de los edificios más emblemáticos del mundo.

## Reconocimiento
En 1992 recibió el Premio de la Fundación Wolf de las Artes. En marzo de 2003 Utzon fue investido doctor honoris causa por la Universidad de Sídney en reconocimiento por su proyecto del edificio de la Ópera. Utzon se encontraba enfermo y no pudo viajar a Australia con tal motivo, de manera que lo representó su hijo en el acto de investidura. No podrá estar presente en las celebraciones del 30 aniversario del edificio, para el cual Utzon estuvo rediseñando algunos espacios, como el vestíbulo principal. En 2003 también le fue entregado el prestigioso premio Pritzker de arquitectura.

## Estilo
Utzon ha creado un estilo de edificios públicos con rasgos monumentales y de edificios de vivienda adaptados al entorno. Ha sabido integrar en sus proyectos la disciplina equilibrada propia de Erik Gunnar Asplund, la calidad de formas de Alvar Aalto y las estructuras naturales de Frank Lloyd Wright. Utzon siempre tiene en cuenta las características del lugar en que se emplazará el edificio antes de comenzar su diseño. En sus proyectos fue más allá de la arquitectura, desarrollando formas que son consecuencia de un proceso de inspiración espiritual.

## Obras construidas

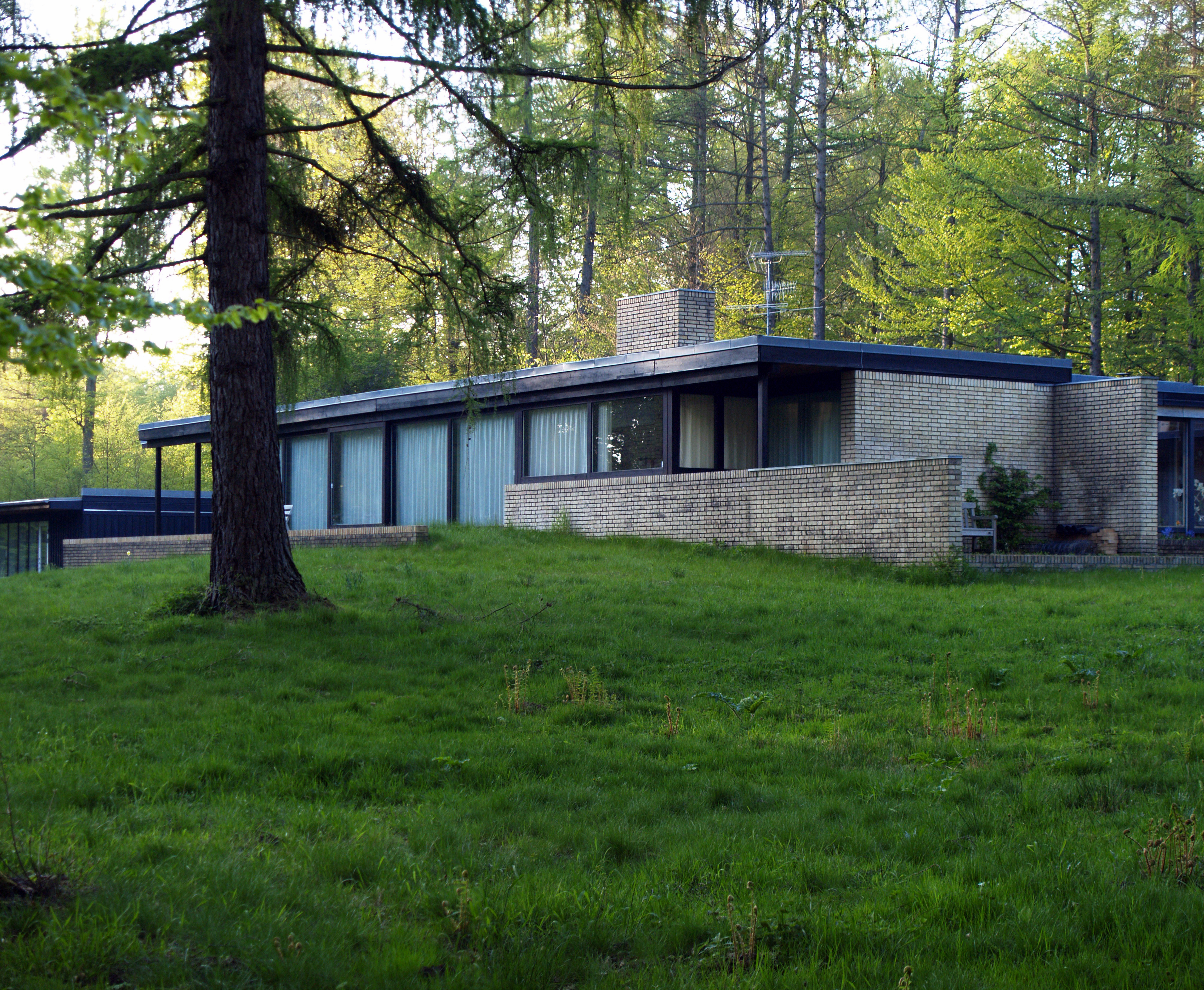
Casa Propia en Hellebæk, 1952

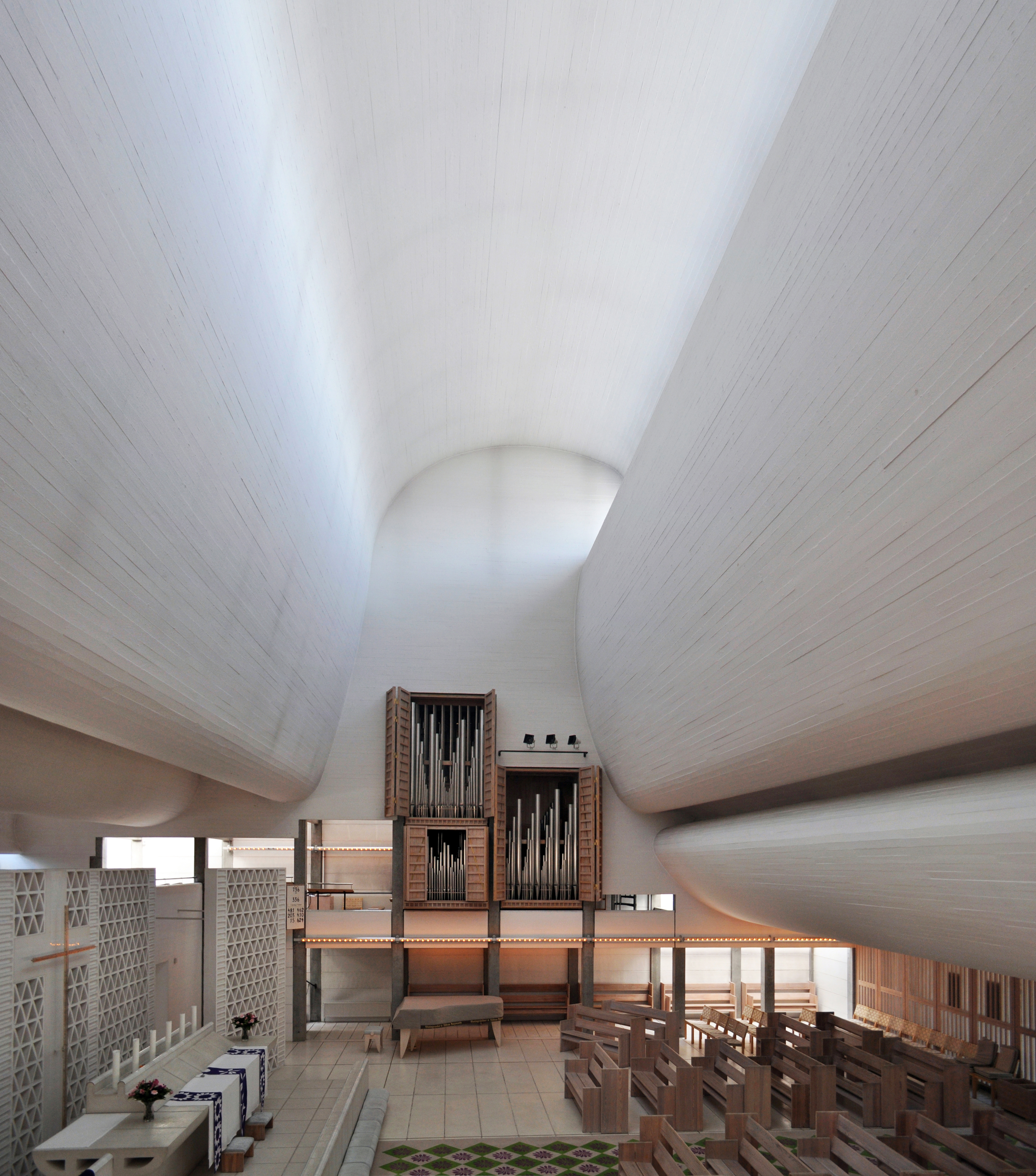
Iglesia de Bagsvaerd, 1976

- Casa propia en Hellebæk, Dinamarca (1952).
- Torre de agua (Svaneke, Dinamarca 1952).
- Middelboe house, Holte, Denmark, 1953-1955 imagen.
- Edificio de la Ópera de Sídney (Australia), 1956.
- Viviendas Planetstaden (Lund, Suecia).
- Viviendas Kingohusene o Romerhusene (Elsinor, Dinamarca), 1958 imagen.
- Fredensborghusene, (Fredensborg, Dinamarca) 1962 imagen.
- Melli Bank, Teherán, Irán, 1959-1960 imagen.
- Teater Zúrich en Suiza, 1964.
- Elineberghusene en Helsingborg, Sverige, 1965 imagen.
- Hammershøj care centre, Elsinore, Denmark, 1962-1966. Construido por Birger Schmidt imagen.
- Casa del ingeniero danés Povl Ahm, en Inglaterra fotos imagen.
- Farum Bycenter, 1966.
- Estadio en Yeda en Arabia Saudita, 1967.
- Case su catálogo Espansiva 1969.
- Asamblea Nacional (Kuwait), 1972 (con Jan Utzon): Quemado por la invasión iraquí de 1991 y restaurado con modificaciones Foto página.
- Can Lis Isla de (Mallorca), (España) imagen.
- Can Feliz (Mallorca).
- Iglesia de Bagsvaerd (Copenhague), Dinamarca, 1976 Foto y dibujos imagen.
- Pabellón de venta de muebles Paustian (Copenhague), 1986 imagen.
- Cabine telefoniche per KTAS 1987.
- Teatro y Sala de Conciertos (Esbjerg, Dinamarca) 1992-1997.
- Utzon Center, Dinamarca, 2008.

## Premios y reconocimientos
- 1973 Medalla de Oro del Royal Australian Institute of Architects (RAIA)
- 1978 Medalla de Oro del Royal Institute of British Architects (RIBA)
- 1982 Medalla Alvar Aalto
- 1985 Order of Australia
- 2003 Ehrendoktorat der Universität von Sydney
- 2003 Premio Pritzker